# MagicValongo
El MagicValongo és un festival internacional d'il·lusionisme, que té lloc anualment al setembre a la ciutat de Valongo, a Portugal.
S'organitza amb el suport de la Municipalitat de Valongo per una comissió d'experts encapçalada per Antonio Cardinal, Fernando Castro, Salazar Ribeiro i Manuel Alves. A més de ser el més antic del país, es presenta com l'esdeveniment de referència a Portugal. Ha estat escenari d'actuacions, com a convidats, de diversos campions mundials en diverses formes de màgia i s'ha presentat com un element important de difusió de la màgia, llançament i promoció de nous talents. Que se celebra, i inclou diversos aspectes, incloent concursos, gales amb els convidats, conferències, espectacle de màgia, espectacles de carrer.
El MagicValongo s'ha basat en l'explotació de determinades qualitats màgiques dels oradors convidats i competidors d'Espanya, EUA, Xina, França, Argentina, Alemanya, Macau, Països Baixos, Brasil, Suècia, Japó, Timor Oriental i Bèlgica entre molts altres. També han participat en les casetes de fira anual màgia que representen desenes de cases de diferents llocs màgics a Europa, Àsia i les Amèriques. També hi ha la quota habitual de les associacions estrangeres acreditades per FISM, i que també inclou la participació oficial de diversos alts dirigents d'aquesta federació mundial de la màgia.
En el butlletí oficial - que proporciona l'enllaç de sota - la FISM (Federació Internacional de Societats de Màgia), novembre de 2005, va ser simbòlicament MagicValongo considera "la convenció meravellosa en petita escala." 
Es tracta d'un esdeveniment amb una vida a prop de dues dècades s'ha realitzat ininterrompudament des de 1992 i ha gaudit de cada any amb aproximadament dos-cents participants, que, com ja s'ha vist, provenen d'una multitud de països de gairebé tots els continents.
Diversos dels que van ser concedits als seus competidors que va venir després de ser guardonat amb importants títols i descripcions, com per exemple, campions del món FISM (Helder), o vice-campió (David Sousa) o campions nacionals, per exemple d'Espanya (Rubiales).
El MagicValongo es porta a terme a la ciutat de Valongo, i diversos dels seus parròquies Ermesinde particular, que es troba a uns pocs (i assequible) quilòmetres del port i també a pocs quilòmetres de l'aeroport i d'accés a nivell internacional.